# ムンカルとナキール

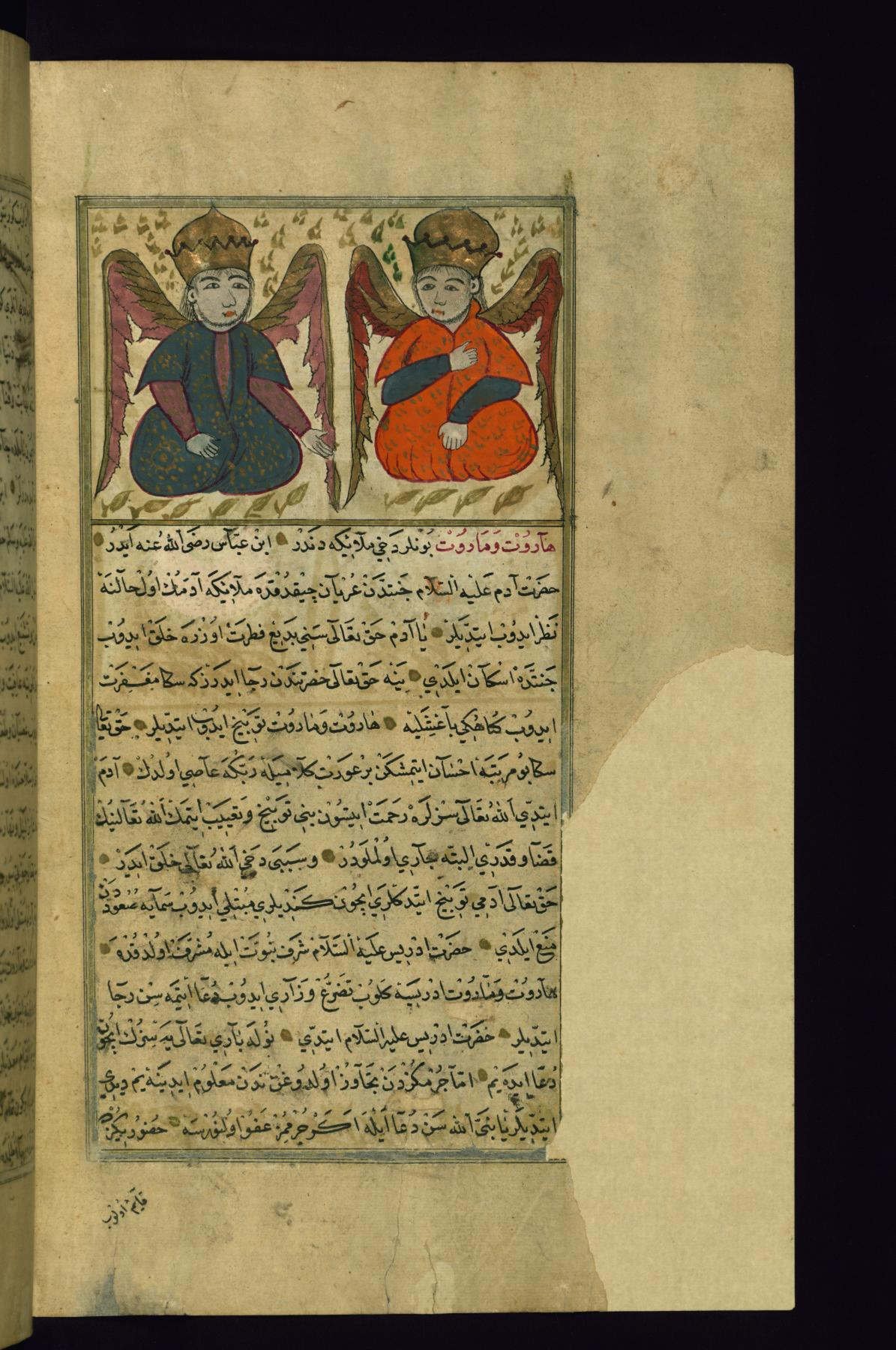
ムンカルとナキール

ムンカルとナキール（Munkar wa-Nakīr）は、イスラーム教において、人の死後、死者のところへやってきて、その者の思想と行動を問い質す2人の天使の名前である。この名前はクルアーンに現れないが預言者伝承（ハディース）には言及がある。イスラームにおいては、クルアーンや預言者伝承に基づいて、生前の行いと信仰に基づく応報（墓における罰）が理論化されている。 

## アザーブル・カブル
イスラームにおいても「因果応報」に類似する考えがあり、その中のひとつとして、故人の悪行あるいは不信仰への応報を意味する「墓における罰」（アラビア語: ʿadhāb al-qabr, 参考英語訳: the punishment in the tomb、以下本項では「アザーブル・カブル」と呼ぶ）という概念がある。クルアーンに「アザーブル・カブル」に関する言及、その描写は多い。さらにイスラームには、ユダヤ教やキリスト教と同様に死後の復活あるいは最後の審判の概念（キヤーマ）も存在する。人の死後からキヤーマまでのあいだに、どのような賞罰が故人の魂に与えられるのか、歴史的にさまざまな想像がなされてきた。
Wensinck (1960)は3つの類型に分けてこれを概説する。第1の死後観は、墓地が天国の前庭あるいは地獄への縦穴であるというものである。信仰者の霊魂は死後、祝福の天使の訪問を受け、天国の庭に生える木々にとまる鳥になり、復活の日に肉体を得る。殉教者（シャヒード）はすでに天国にいる。他方で、不信仰者の霊魂は死後、罰の天使の訪問を受ける。第2の死後観において、死後の信仰者には墓が広げられる一方で、不信仰者には墓が狭められる。墓が死者に信仰に関する質問をし、うまく答えられたら相応の報奨がある。罪を犯した者には火の蛇がかみつき、審判の日までそのまま苦しめられる。
第3の死後観において、はじめて「ムンカルとナキール」の名前が登場する。寝ている死者のところに「ムンカルとナキール」という名前の2人の天使がやってきて、座らせ、尋問する。質問はその者の信仰についてである。信仰者は堅固なことばで答えなければならない（クルアーン14章26節）。ティルミズィーが伝えるハディースによると、死者はこの天使たちに預言者ムハンマドについて尋問され、よい答えができると墓を広げられる。続いてイスラームの信仰の基本について尋問され、返答の適否に応じて、「墓の窓を通して楽園の喜びを眺めるか、罪人向けの拷問を受けることになる」。尋問は信仰者には7日間、非信仰者には40日間続くとするバリエーションもある。
これらの死後観はクルアーンやハディースの註解学（タフスィール）によって、だんだんと形成されていったものである。最終段階ではじめて「ムンカルとナキール」という名前が現れる。この名前はクルアーンにも預言者伝承（ハディース）にも見当たらないWensinck (1993)。古代の伝承に由来するものでもないようである。ムンカルとナキールは、啓示から数世紀を経たあとの文献ではじめて登場し、クルアーンとハディースの註解学（タフスィール）によりもたらされたものである。
ムンカルとナキールは、黒い眼をした天使と青い目をした天使とされる。これは新約聖書の子羊（l'Agneau pascal）に見られる世界観にどこか類似したものがあるとも言われる。
Gardet によると、ムンカルとナキールの説話には人間霊魂が死後も続くというシンプルなアイデアのみならず、ネストリウス派キリスト教徒の言う「霊魂の眠り」と比較することができる。Gardetによると、ここにはユダヤ教の影響を見て取れる。